# Miagrammopes indicus
Espèce
Miagrammopes indicus est une espèce d'araignées aranéomorphes de la famille des Uloboridae.

## Distribution
Cette espèce est endémique du Maharashtra en Inde,. Elle se rencontre vers Pune.

## Description
La femelle holotype mesure 8,50 mm

## Étymologie
Son nom d'espèce lui a été donné en référence au lieu de sa découverte, l'Inde.

## Publication originale
- Tikader, 1971 : Descriptions of some little known spiders from India of the genus Miagrammopes Cambridge (Uloboridae). Journal of the Asiatic Society of Bengal, vol. 213, p. 172-177.